# Кагера (регион)
Кагера је један од 26 административних региона Танзаније који се налази у њеном северозападном делу. Главни град региона је Букоба на обали језера Укереве. Кроз Букобу пролази паралела првог степена јужне географске ширине, овај град је други град по величини на обали језера Укереве у Танзанији. Регион се граничи са Угандом, Руандом и Бурундијем, а преко језера Укереве и са Кенијом. Суседни региони у Танзанији су Мванза, Шињанга и Кигома. Површина региона је 40 838 km² од чега је 28 953 km² копоно, 11 885 km² водених повшина међу којима се налазе језера Укерве, Икимба, Буринги и реке Нгоно и Кагера. Број становника по попису из 2002. године био је 2 003 888.

## Дистрикти
Регион Кагера подељен је на осам административних дистрикта: Букоба - урбани, Букоба - рурални, Мисењи, Мулеба, Карагве, Нгара, Чато и Бихарамуло. 
Букоба је раније био јединствен дистрикт који је данас подељен на два дистрикта - урбани и рурални.
Пре 2000. године регион Кагера се састојао из 6 дистрикта: Букоба - урбани, Букоба - рурални, Мулеба, Карагве, Нгара и Бихарамуло. Од руралног дела Букоба дистрикта формиран је Мисењи дистрикт, а од дела Бихарамуло дистрикта формиран је Чато дистрикт.

## Име
Име региона потиче од имена реке Кагера која извире у Руанди и протиче кроз северну Танзанију пре него што се улије у језеро Укереве из кога отиче река Нил. На овај начин је регион Кагера једно од изворишта Нила.
Кагера регион се раније звао Западнојезерски регион. Преименован је у данашње име након рата између Танзаније и Уганде 1978. године када је председник Угнаде Иди Амин покушао да изврши анексију овог региона.